# Seaway
Seaway es una banda canadiense de rock de Oakville, Ontario, formada en 2011. La banda ha lanzado tres EP y dos álbumes de estudio.

## Historia
Seaway se formó en 2011 en Oakville, Ontario, sus miembros son el vocalista Ryan Locke, Patrick Carleton en la guitarra y coros, Andrew Eichinger como guitarra líder, Adam Shoji en el bajo y Ken Taylor en la batería. Todo los miembros habían sido amigos desde la escuela y habían estado en muchas bandas juntos antes de Seaway. Originalmente Seaway fue un proyecto paralelo de la banda Hardcore The Fellowship, la que integraban Locke, Eichinger y Taylor. Seaway Es la primera banda en la que el vocalista, Locke, previamente comenzó tocando la batería en Seaway. La banda tuvo una gira, apoyando a Major League en febrero y marzo de 2014. La banda fue co-cabeza de cartel de Stickup Kid en el verano de 2014, con soporte de Driver Friendly, de julio a agosto. La banda fue al The Intercontinental Championships Tour en el Reino Unido, haciendo soporte a Neck Deep en enero y febrero de 2015. La banda hizo soporte a As It Is y This Wild Life en su visita al Reino Unido en mayo. El 23 de septiembre, "Airhead" fue publicado. Colour Blind fue publicado el 23 de octubre. Tres días más tarde, un vídeo para "Best Mistake" fue lanzado.

## Estilo
Matt Collar de AllMusic describió a la banda como una «exuberante música pop-punk y emo». Rock Sound describió el sonido de la banda como «rápido y clásico pop punk melódico» combinado con un «pop distinto y desvergonzada sensibilidad».

## Proyectos paralelos
Locke, Taylor y Eichinger tocan en la banda Hardcore Rage Brigade. Lanzaron el F.I.G.H.T.M.U.S.I.C. EP Y dos sencillos "Slipping Away" y "Hard Love" en 2011.

## Menciones
Colour Blind fue incluido en el número 32 del top de Rock Sound  de la lista de los 50 lanzamientos del 2015.

## Discografía

### Álbumes de estudio
| Título       | Detalles de álbum                                                                         |
| ------------ | ----------------------------------------------------------------------------------------- |
| Hoser        | - Lanzado: el 15 de octubre de 2013 - Etiqueta: Mutant League - Formato: CD, DL, LP       |
| Pintar Ciego | - Lanzado: 23 de octubre de 2015 - Discográfica: Pure Noise - Formato: CD, CS, DL, #elepé |

### EP
| Título               | Detalles de álbum                                                                         |
| -------------------- | ----------------------------------------------------------------------------------------- |
| Seaway               | - Lanzado: 14 de noviembre de 2011 - Discográfica: Auto publicación - Formato: DL         |
| Seaway / Safe to Say | - Lanzado: 23 de octubre de 2012 - Discográfica: Mutant League - Formato: DL, 7" vinilo   |
| Clean Yourself Up    | - Lanzado: 2 de abril de 2013 - Discográfica: Auto publicación - Formato: CS, DL          |
| All in My Head       | - Lanzado: 4 de noviembre de 2014 - Discográfica: Pure Noise - Formato: CD, DL, 7" vinilo |

### Sencillos
| Título                                | Año  | Álbum              |
| ------------------------------------- | ---- | ------------------ |
| "Emily" (Cover de From First to Last) | 2012 | sencillo sin álbum |
| "Sabrina the Teenage Bitch"           | 2013 | Seaway             |
| "Freak"                               | 2015 | Colour Blind       |
| "Best Mistake"                        | 2015 | Colour Blind       |
| "Airhead"                             | 2015 | Colour Blind       |
| "Growing Stale"                       | 2015 | Colour Blind       |

## Miembros
Actual
- Patrick Carleton – guitarra, vocalista
- Andrew Eichinger – guitarra
- Ryan Locke – vocalista
- Adam Shoji – bajo
- Ken Taylor – batería